# Naoto Yoshii
Naoto Yoshii (født 30. november 1987) er en japansk fodboldspiller.
Han har spillet for flere forskellige klubber i sin karriere, herunder Kataller Toyama og FC Machida Zelvia.